# Haüyn
Haüyn (haüynit) – minerał rzadki z gromady krzemianów zaliczany do rodziny skaleniowców.
Nazwa pochodzi od nazwiska francuskiego krystalografa i mineraloga Renégo-Justa Haüya.

## Właściwości
Rzadko wykształca izometryczne kryształy w formie dwunastościanu rombowego lub ośmiościanu, często wykazujące zbliźniaczenia. Występuje także w postaci skupień ziarnistych, zbitych oraz zaokrąglonych ziaren. Zazwyczaj tworzy kryształy wrosłe o charakterze prakryształów, a niekiedy pojawia się w druzach i szczelinach jako kryształy narosłe. Jest minerałem przezroczystym do przeświecającego. Najczęściej jest niebieski, ale może być także bezbarwny, szary, biały, żółty, czerwony, różowy lub zielony. Tworzy kryształy mieszane z lazurytem, sodalitem i noseanem. W świetle UV jest czerwonawo-pomarańczowy do fioletowo-różowego. Często występuje w formie bliźniaków. Nie jest radioaktywny.

## Występowanie
Spotykany praktycznie wyłącznie w skałach wulkanicznych lub subwulkanicznych takich jak andezyt, bazalt nefelinowy, trachit czy fonolit. Czasami pojawia się w utworach metamorficznych, głównie w marmurach czy skarnach. Współwystępuje z leucytem, nefelinem, melilitem, noseanem, sanidynem, kalcytem, augitem, afganitem, biotytem, apatytem, flogopitem, gonnartytem, tytanitem i pirytem.

## Miejsce występowania
Okazy jego znane są przede wszystkim ze skał wulkanicznych i tufów we Włoszech (Wezuwiusz, Monte Somma), Francji, Niemczech, Maroku, USA (Kolorado, Montana, Dakota Południowa, Nowy Jork, Kalifornia) i Kanady (Quebec). Stwierdzony został także w przeobrażonych wapieniach w okolicach Bajkału na Syberii. Występuje też w Chinach, Afganistanie, Czechach i Hiszpanii. W Polsce został odnaleziony w bazaltach dolnośląskich w okolicach Niemczy i Lubomierza.

## Galeria

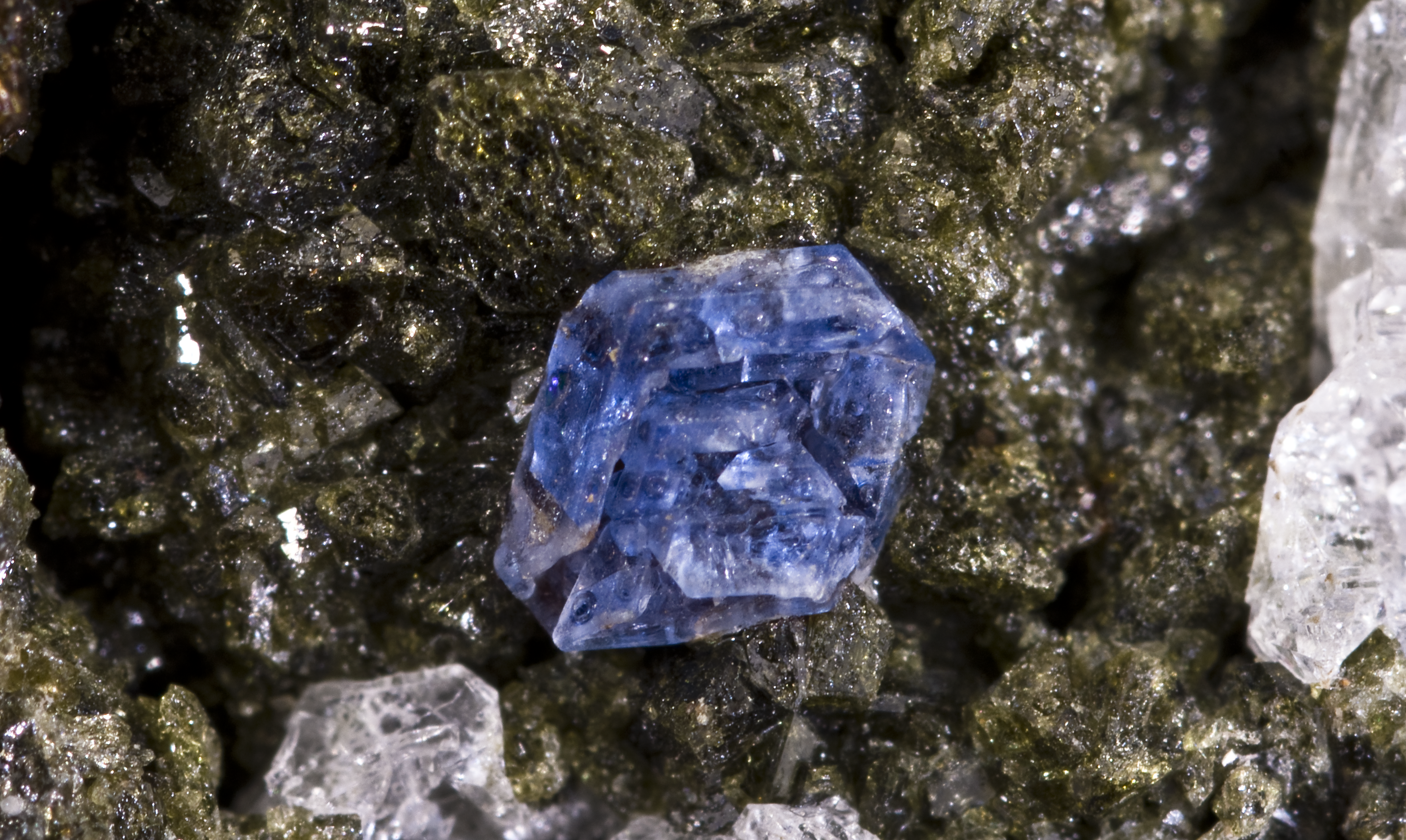
Haüyn na augicie z Włoch
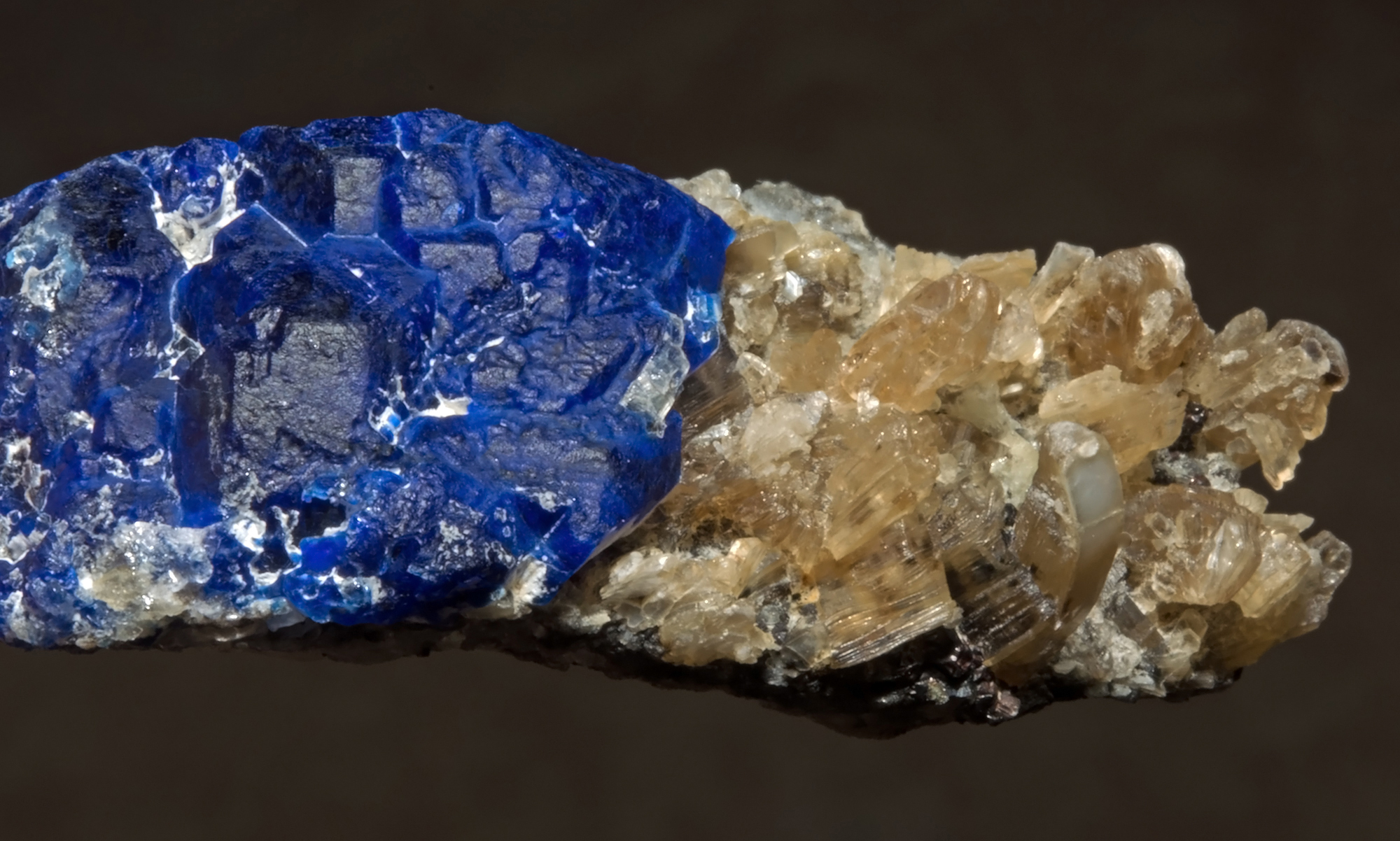
Haüynz flogopitem i pirytem z Afganistanu
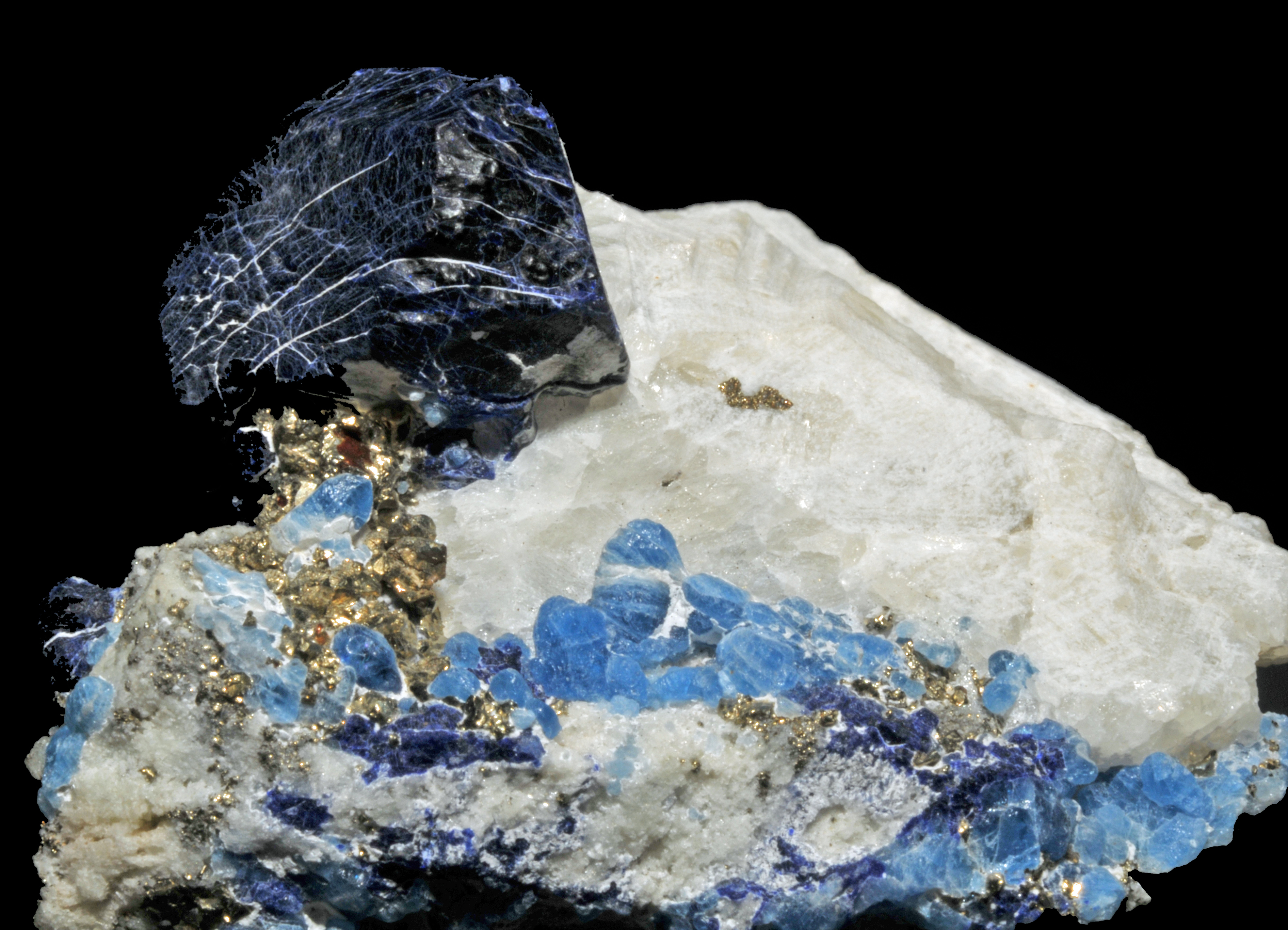
Okaz z lazurytem i afganitem z Afganistanu